# یواس‌اس آر-۲ (اس‌اس-۷۹)
یواس‌اس آر-۲ (اس‌اس-۷۹) (به انگلیسی: USS R-2 (SS-79)) یک زیردریایی بود که طول آن ۱۸۶ فوت ۲ اینچ (۵۶٫۷۴ متر) بود. این زیردریایی در سال ۱۹۱۸ ساخته شد.